# Драпеко Олена Григорівна
Оле́на Григо́рівна Драпе́ко (рос. Елена Григорьевна Драпеко; * 29 жовтня 1948, Уральськ, Західноказахстанська область, Казахська РСР) — радянська і російська акторка. Заслужена артистка РРФСР (1980). Депутат Державної думи Російської Федерації. У Державній думі VII скликання входила до фракції «Справедлива Росія». Перший заступник голови комітету з питань культури.
Виправдовує російське вторгнення в Україну 2022 року, яке називає «превентивним ударом», також, зокрема, стверджує, що за колонами російських військ йдуть російські гуманітарні колони. Вважає себе етнічною українкою. Фігурант бази даних центру «Миротворець».

## Життєпис
Народилась в родині українців по батьківській лінії, вихідців з села Ображіївки Новгород-Сіверського повіту Чернігівської губернії, які на початку XX-го століття переселилися в Башкирію. Предки по материнській лінії — з старовірів, які в петровські часи переселилися на Урал.
Закінчила Ленінградський інститут театру, музики і кінематографії (1972).
Знялася більш ніж у 60 фільмах.

## Політична діяльність
1992—1993 роки — очільниця Комітету по культурі та туризму мерії Санкт-Петербургу;
1993—1994 роки — віце-президент Гільдії акторів кіно Росії; 
З 1994 року — професор Санкт-Петербургського гуманітарного університету профспілок. 
З 1996 року входила до складу президіуму громадського руху «Народно-патріотичний союз Росії».
У вересні 1999 року очолила рух «Духовний спадок Батьківщини», яке відокремилося від руху «Духовний спадок» Олексія Підберезкіна та підтримало КПРФ на виборах до Державної думи.
У 2004 році на черговому з'їзді Всеросійської Комуністичної партії майбутнього була обраною секретарем ЦК.
19 грудня 1999 року була обраною депутатом Державної Думи третього скликання за списками КПРФ, була членом Агропромислової депутатської групи, заступницею голови Комитета по культурі та туризму. 
7 грудня 2003 року була обраною депутаткою Державної Думи четвертого скликання за списками КПРФ.
У 2007 році обрана депутаткою Державної думи п'ятого скликання від партії «Справедлива Росія: Батьківщина / Пенсіонери / Життя».
Під час виборів до Законодавчих зборів Санкт-Петербургу у 2021 році була обраною депутаткою від регіонального осередку партії «Справедлива Росія — За правду», проте відмовилася від цієї посади, так як пройшла на виборах до Державної Думи VIII скликання.
З 5 лютого 2023 року очолює осередок партії «Справедливая Россия — За правду» на тимчасово окупованій росіянами частині Донеччини.

## Фільмографія
Грала у фільмах:
- «А зорі тут тихі…» (1972, Ліза)
- «Крах інженера Гаріна» (1973, т/ф, чергова в готелі)
- «Вічний поклик» (1973, т/с, Віра Інютіна)
- «А у нас була тиша...» (1977, Манефа Барабанова)
- «Старі друзі» (1977, Дуся Рязанова)
- «Пробивна людина» (1979, Валя)
- «Пора літніх гроз» (1980, т/ф, 2 а)
- «Тихі трієчники» (1980, Галина Сергіївна)
- «Мужність» (1981, т/ф, 7 а)
- «Батьків не вибирають» (1982, Катя)
- «Самотнім надається гуртожиток» (1983, Ніна)
- «Фотографія на пам'ять» (1985, мати Кольки)
- «На перевалі» (1986, Валя)
- «Сонька — Золота Ручка» (2007, старший конвоїр) та інших.